# De kapitein zonder naam
De kapitein zonder naam (Frans: Le fils de Barbe-Rouge) is het 17e album uit de Belgische stripreeks Roodbaard van Jean-Michel Charlier en Victor Hubinon. Het stripalbum werd al in 1963 in het Frans uitgebracht maar pas in 1979 in het Nederlands vertaald. Het verhaal vervolgt de gebeurtenissen uit albums #2, De schrik van de zeven zeeën en #18 De jonge kapitein.

## Het verhaal
Erik heeft van Roodbaard in Saint-Malo de papieren gekregen, die de piraat bij hem in de wieg vond toen hij hem adopteerde nadat zijn ouders waren omgekomen (zie: Het gebroken kompas). Eriks geboortenaam blijkt Thierry de Montfort te zijn, en hij is bovendien de enige erfgenaam van een van de rijkste adellijke geslachten in Frankrijk. Maar de beheerder van de landgoederen, de graaf van Argout, is niet van zins Erik zijn erfenis te overhandigen. Erik overleeft een poging tot vergiftiging en een nachtelijke overval door de mannen van Argout, maar met de hulp van de verraderlijke Solange de Breteuil wordt Erik gearresteerd en opgesloten in de Bastille. Driepoot en Baba roepen de hulp in van Roodbaard, die met een list weet door te dringen tot de beruchte gevangenis en Erik kan bevrijden. Daarop gaan ze verhaal halen bij Argout, die tegen hen vertelt dat hij de papieren van Erik heeft verbrand, zodat hij niet meer kan bewijzen dat hij Thierry de Montfort is en altijd een man zonder naam zal blijven. Erik doodt Argout in een duel en het gezelschap verlaat Frankrijk.